# 大井赤亥
大井 赤亥（おおい あかい、1980年（昭和55年）11月27日 - ）は、日本の政治学者。学位は博士（学術）。

## 来歴
1980年、東京都生まれ。母は美術家のいさじ章子。広島市にて育ち、広島市立白島小学校、仁保中学校、基町高等校を卒業。慶応大学を経て、2008年、東京大学法学部第3類（政治学コース）卒。2014年、東京大学大学院総合文化研究科国際社会科学専攻博士課程単位取得退学。2017年「ハロルド・ラスキの思想世界 : 20世紀における政治学と公共的知識人」で東京大学より博士（学術）を取得。
東京大学、法政大学、昭和女子大学などで講師を務める。2020年3月、（旧）立憲民主党の広島2区支部長に就任。2021年10月31日、第49回衆議院議員総選挙で（新）立憲民主党で出馬するも比例復活もならず落選。2022年、広島工業大学非常勤講師に就任。2024年12月、同年10月の第50回衆議院議員総選挙にて比例復活当選した有田芳生の政策担当秘書に就くことを発表した。

## 人物
- 高校時代に広島高校生平和ゼミナールに参加し、被爆体験の聞き取りを通じて、個人の生死を左右する政治権力を実感する[9]。東京大学法学部に在学中、2005年にオックスフォード大学リンカン・カレッジ（PPE）に留学[5]。
- 冷戦崩壊後の日本政治の対立軸が「保革対立」から、保守の全面化による「守旧保守」と「改革保守」の対立に変化していることを指摘し、オルタナティヴな政治勢力の構築に強い関心を寄せる[2]。
- 尊敬する人は孫文、金大中、2人を支援した日本人。好物はお好み焼き。

## 著作

### 著書
- 『ハロルド・ラスキの政治学 - 公共的知識人の政治参加とリベラリズムの再定義』（東京大学出版会、2019年）[2]
- 『武器としての政治思想－リベラル・左派ポピュリズム・公正なグローバリズム』（青土社、2020年）[2]
- 『現代日本政治史 ―「改革の政治」とオルタナティヴ』（ちくま新書、2021年）
- 『政治と政治学のあいだ　政治学者、衆議院選挙をかく闘えり』（青土社、2023年）

### 共編著
- 『戦後思想の再審判 - 丸山眞男から柄谷行人まで』（法律文化社、2015年）[2]

## 受賞歴
- 2010年 - 一高記念賞
- 2012年 - 政治思想奨励賞

## 動画
- 河野有理×大井赤亥 大井赤亥と日本政治の現在地──思想の領分Vo.3【論壇チャンネルことのは】